# Ewangelia arabska Jana
Ewangelia arabska Jana (EwJ) – apokryf nowotestamentowy, zachowany w języku arabskim. Najstarszy rękopis apokryfu datuje się na 1175 rok (van Esbroeck).

## Historia
Chociaż apokryf zachował się w języku arabskim, to oryginalnie tekst został sporządzony prawdopodobnie po syryjsku. Luigi Moraldi wskazywał, iż oryginał powstał najprawdopodobniej przed Mahometem, a korzenie tekstu sięgają II i III wieku. Zdaniem Moraldiego w VII bądź VIII wieku w kręgu Samuela z Kalamun w Egipcie sporządzono przekład na arabski. Arabski tekst został uzupełniony o treści antymuzułmańskie i przełożony na etiopski jako Cuda Jezusa. W 1957 roku Giovanni Galbiati przełożył arabski rękopis z 1342 roku, znajdujący się w posiadaniu Biblioteki Ambrozjańskiej, na łacinę. Następnie apokryf został przetłumaczony na szwedzki i włoski.

## Treść
Utwór jest najobszerniejszą ewangelią apokryficzną obok Ewangelii Barnaby. Jest tekstem ortodoksyjnym. Rozpoczyna się od wstępu i opisu stworzenia świata, obejmuje całość życia Chrystusa, a kończy na opisie wniebowzięcia Maryi, rozesłania uczniów i epilogu. Nie zawiera informacji o dzieciństwie Maryi oraz cudów znanych z Ewangelii Dzieciństwa Tomasza. Autor posługiwał się Starym Testamentem, Nowym Testamentem, pismami niekanonicznymi (cykl Piłata) oraz nieznanymi źródłami. Apokryf charakteryzują podkreślenie roli Maryi i polemika z islamem. Cechą charakterystyczną dzieła są także fantastyczne opisy (np. Jezus ożywiający obraz) oraz dwie długie mowy Jezusa: na Górze Oliwnej i w drodze do Jerozolimy.